# Ankarsvik
Ankarsvik är en bebyggelse på sydvästra delen av Alnön, belägen 6 km söder om tätorten Vi. Ankarsvik var av SCB avgränsat till en tätort mellan 1960 och 2020, varefter den klassades som en del av tätorten Vi. Ankarsvik ligger rakt öster om Sundsvallsbukten, men färdvägen till Sundsvall är 15 km. 

## Historia
Längs strandområdet finns spår av den gamla ångsågen i Ankarsvik, som lades ned kring 1940. Sågen ägdes av Ankarsviks ångsågs-aktiebolag. Produktionen uppgick 1902 till omkring 11 000 kubikmeter plank och brädor samt 26 980 hl. träkol, med ett angivet värde av 205 000 kr. Arbetspersonalen utgjordes då av 71 arbetare. Platsen är föremål för ett saneringsprogram.

### Befolkningsutveckling
| Befolkningsutvecklingen i Ankarsvik 1960–2020 | Befolkningsutvecklingen i Ankarsvik 1960–2020 | Befolkningsutvecklingen i Ankarsvik 1960–2020 | Befolkningsutvecklingen i Ankarsvik 1960–2020 | Befolkningsutvecklingen i Ankarsvik 1960–2020 |
| --------------------------------------------- | --------------------------------------------- | --------------------------------------------- | --------------------------------------------- | --------------------------------------------- |
|                                               |                                               |                                               |                                               |                                               |
| År                                            |                                               |                                               | Folkmängd                                     | Areal (ha)                                    |
| 1960                                          | 1960                                          |                                               | 737                                           |                                               |
| 1965                                          | 1965                                          |                                               | 679                                           |                                               |
| 1970                                          | 1970                                          |                                               | 605                                           |                                               |
| 1975                                          | 1975                                          |                                               | 676                                           |                                               |
| 1980                                          | 1980                                          |                                               | 613                                           |                                               |
| 1990                                          | 1990                                          |                                               | 756                                           | 166                                           |
| 1995                                          | 1995                                          |                                               | 834                                           | 170                                           |
| 2000                                          | 2000                                          |                                               | 830                                           | 170                                           |
| 2005                                          | 2005                                          |                                               | 882                                           | 170                                           |
| 2010                                          | 2010                                          |                                               | 944                                           | 169                                           |
| 2015                                          | 2015                                          |                                               | 986                                           | 208                                           |
| 2020                                          | 2020                                          |                                               | 1 009                                         | 208                                           |
|                                               |                                               |                                               |                                               |                                               |

## Samhället
På Ankarsviks skola stängde 2021.
Stenvikskajens småbåtshamn, som drivs av Stenviks Hamnförening, ligger i direkt anslutning till området. Strax söder om området finns seglarsällskapets restaurang Vindhem. Avståndet till Bänkåsvikens badplats är ca tre km och till Tranvikens friluftsbad ca sex km.

## Idrott
Ankarsvik har ett eget innebandylag, Ankarsvik BK.  